# Kepler-442b
Kepler-442b is een exoplaneet van bijna aards formaat, waarschijnlijk rotsachtig, en draait in de bewoonbare zone van de ster Kepler-442, spectraalklasse K, ongeveer 1.206 lichtjaar (370 pc) van de aarde in het sterrenbeeld Lier.
De planeet draait rond zijn moederster op een afstand van ongeveer 0,409 AE (61,2 miljoen km) met een omlooptijd van ruwweg 112,3 dagen. Hij heeft een massa van ongeveer 2,3 keer die van de aarde en een straal van ongeveer 1,34 maal die van de aarde. Het is een van de meer veelbelovende kandidaten voor buitenaards leven, vanwege de lange levensduur van de moederster (ongeveer 30 miljard jaar).
De planeet werd ontdekt dankzij de NASA's Keplertelescoop met behulp van de transit-methode, waarbij het verduisterende effect wordt gemeten dat een planeet veroorzaakt als deze voor zijn ster langs kruist. NASA bevestigde het bestaan van de exoplaneet op 6 januari 2015.